# Simone Greiner-Petter-Memm
Simone Greiner-Petter-Memm (n. 15 septembrie 1967, Jena, RDG) este o schioară de fond ce a reprezentat Germania, medaliată olimpică. A participat la 2 ediții ale Jocurilor Olimpice (1988, 1994) în care a câștigat o medalie de argint.